# Peneleo
Según la mitología griega, Peneleo (en griego antiguo Πηνέλεως y también Πηνέλεος), hijo de Hipálcimo y Astérope, fue uno de los argonautas que acompañó a Jasón, además de ser uno de los pretendientes de Helena de Troya.
Se recuerda también su participación en la guerra de Troya, donde fue uno de los cinco caudillos que comandó los 50 barcos de los beocios, puesto que Tisámeno, que era el hijo del rey Tersandro, que había muerto previamente, aún no tenía edad para ejercer el mando.
En la Ilíada de Homero se narra su batalla con Ilioneo, en un épico enfrentamiento donde este último fue herido con una lanza en el ojo por Peneleo, quien luego con su espada le cercenó la cabeza y, como la fornida lanza seguía clavada en el ojo, la cogió levantando la cabeza cual si fuese una flor mostrándosela a los teucros y alardeando así de su triunfo.
Según algunas fuentes murió a manos de Eurípilo hijo de Télefo, durante la guerra de Troya, pero según otras, llegó a ser uno de los guerreros que penetraron en Troya escondidos en el caballo de madera.